# Іво Санадер
Іво Санадер (колишнє Івіца Санадер) (8 червня 1953 , Спліт ) — хорватський політик, колишній (восьмий) прем'єр-міністр Хорватії у період з 2003 по 2009 роки, заступник міністра закордонних справ у 1993—1995 і 1996—2000 роках, голова президентської адміністрації (1995—1996), міністр науки і технології Хорватії у 1992—1993 роках. Лідер партії «Хорватський демократичний союз» (2000—2009). У 2010 році заарештований за підозрою в корупції і перевищенні повноважень, в листопаді 2011 року засуджений до 10 років тюремного ув'язнення.

## Життєпис
Іво Санадер народився 8 червня 1953 року в місті Спліт у Хорватії, яка того часу входила до Югославії, в католицькій родині. Іво мав трьох братів і одну сестру, один з братів згодом став пастором, а сестра — черницею.

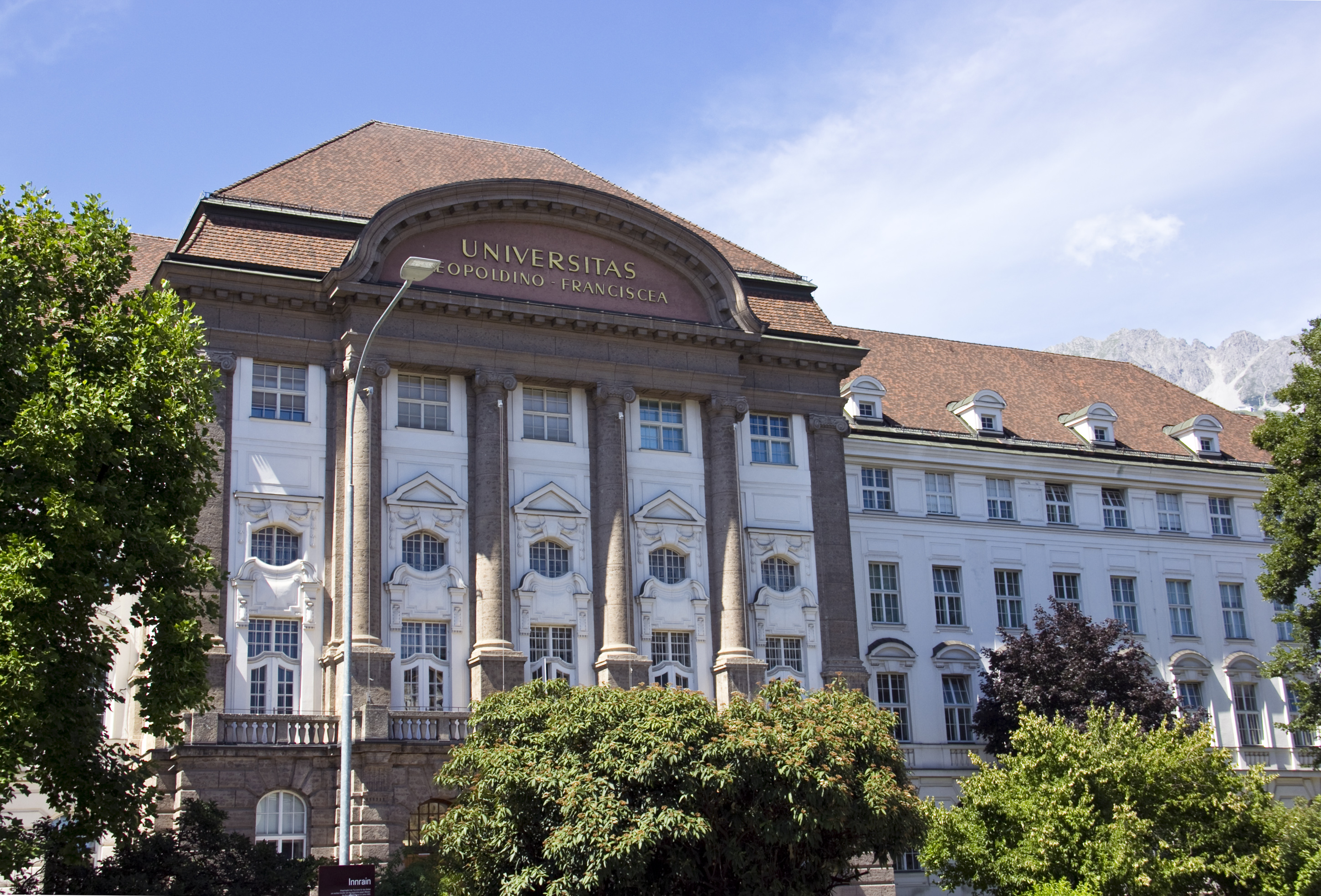
Інсбруцький університет, де навчався Іво

Шкільну освіту Санадер отримав в гімназії Спліту. Закінчивши гімназію, юнак, щоб вивчати філософію, вирушив до Риму, але незабаром, розчарований життям в італійській столиці, повернувся додому. Після свого повернення Санадер познайомився зі своєю майбутньою дружиною, 1978 року одружився і переїхав до австрійського міста Інсбрук, де вступив на філософський факультет Інсбруцького університету (нім. Leopold-Franzens-Universitaet Innsbruck). В період навчання Іво підробляв журналістом в газеті «Sportske novosti».
У 1982 році захистив дисертацію в галузі порівняльного літературознавства і романських мов, отримавши ступінь доктора філософії. За іншими, неофіційними даними, того року він захистив лише диплом, присвячений дослідженню поглядів французького драматурга Жана Ануя (фр. Jean Anouilh). Після цього Санадер повернувся до Спліта і деякий час працював у відділі маркетингу компанії Dalmacijaturist. У 1983—1988 роках був редактором, а потім і головним редактором видавничого дому Logos. У 1987—1990 роках входив до редакційної колегії журналу «Mogucnosti».
У 1988 році Санадер знову поїхав до Австрії, де у 1988—1992 роках брав участь в управлінні двома компаніями. Перша з них, WAPAGG-Handelsweren-Vertriebs-Gessellschaft mbH / WAPAGG Commercial Goods Distribution Ltd., була зареєстрована ще в 1986 році і проіснувала до 2001 року. Санадеру належало 20 % акцій WAPAGG, основним же її власником був австрійський підприємець Міхаель Пассер (нім. Michael Passer), який згодом звинувачувався в нанесенні великої шкоди своїм кредиторам. Згадувалася в ЗМІ і дружина Пассера Сюзанна Рісс-Пассер (нім. Susanne Riess-Passer) — одна з найближчих соратниць відомого австрійського радикального політика Йорга Хайдера (нім. Joerg Haider). Друга компанія, в діяльності якої брав участь Санадер, KCBS Bau-und Planungs-Gessellschaft mbH, була зареєстрована в листопаді 1989 року; Санадер володів в ній 60 % акцій. KCBS займалася будівництвом, побудувала один будинок і після закінчення цього проєкту в березні 1992 року була ліквідована через «нестачу коштів».
У той же час (за іншими даними — в свій перший приїзд до Австрії) Санадер працював у видавництві Ханса Меєра (нім. Hans Meyer), де займався продажем журналу з фотографіями дівчат-моделей.

### Початок політичної діяльності
У період своєї роботи в Австрії Санадер активно зайнявся політикою і створив в країні місцеве відділення хорватської націоналістичної партії «Хорватська демократична співдружність» (ХДС).
Навесні 1990 року ХДС отримала близько 58 % голосів виборців на парламентських виборах в Хорватії; президентом республіки новообраний парламент обрав лідера партії Франьо Туджмана (хорв. Franjo Tudjman). У тому ж році Санадер знову повернувся до Спліта, де продовжив брати участь в діяльності ХДС. У 1991—1992 роках Іво, за партійним призначенням, працював директором Хорватського національного театру в Спліті. Згодом в пресі повідомлялося про політику «хорватізаціі репертуару», яку проводив Санадер як керівник театру.
У червні 1991 року Хорватія отримала повну незалежність від Югославії. Незабаром почалася війна між хорватами і хорватськими сербами, що проголосили власну незалежність від Хорватії і яких підтримувала центральна влада Югославії. У цей час Санадер входить до складу Сплітського комітету з питань обміну військовополоненими.
У 1992 році завдяки підтримці відомого діяча ХДС Йосипа Манолича (хорв. Josip Manolic) Санадер потрапляє до верхньої частини партійного передвиборного списку, завдяки чому був обраний до палати депутатів хорватського парламенту.
Санадер справив добре враження на президента Туджмана. У тому ж році він був призначений міністром науки і технології і залишався на цій посаді до січня 1993 року. У 1993—1995 роках Іво Санадер був заступником міністра закордонних справ Мате Гранича (хорв. Mate Granic).
У листопаді 1995 року Санадер став главою адміністрації президента Туджмана і одночасно зайняв пост генерального секретаря Ради оборони і національної безпеки країни. У січні 1996 року Санадер увійшов до складу Об'єднаної ради зі співробітництва між Хорватією і Боснією і Герцеговиною. Однак уже в 1996 році Туджман зняв Санадера з цих посад. За деякими даними, Санадер повсякчас нехтував своїми обов'язками, що не сподобалося президентові Франьо Туджману. Свою роль у охолодженні останнього до голови своєї адміністрації могли зіграти і неприязні стосунки між Іво та близькими соратниками Туджмана Гойко Шушаком (хорв. Gojko Susak) та Івічем Пашаличем (хорв. Ivic Pasalic).
У 1996 році Санадер знов стає заступником міністра закордонних справ Хорватії Мате Гранича (залишався на цій посаді до 2000 року). У цей період він активно спілкується з видатним підприємцем Мирославом Кутлою (хорв. Miroslav Kutle), якого пізніше неодноразово судили за великі розтрати і підробки документів під час приватизації підприємств, вчинені ним у 1990-ті роки. У 2000-ні роки були оприлюднені документи, які свідчили про те, що Кутла переводив на рахунки Санадера та іншим чиновникам значні суми.

### Голова ХДС

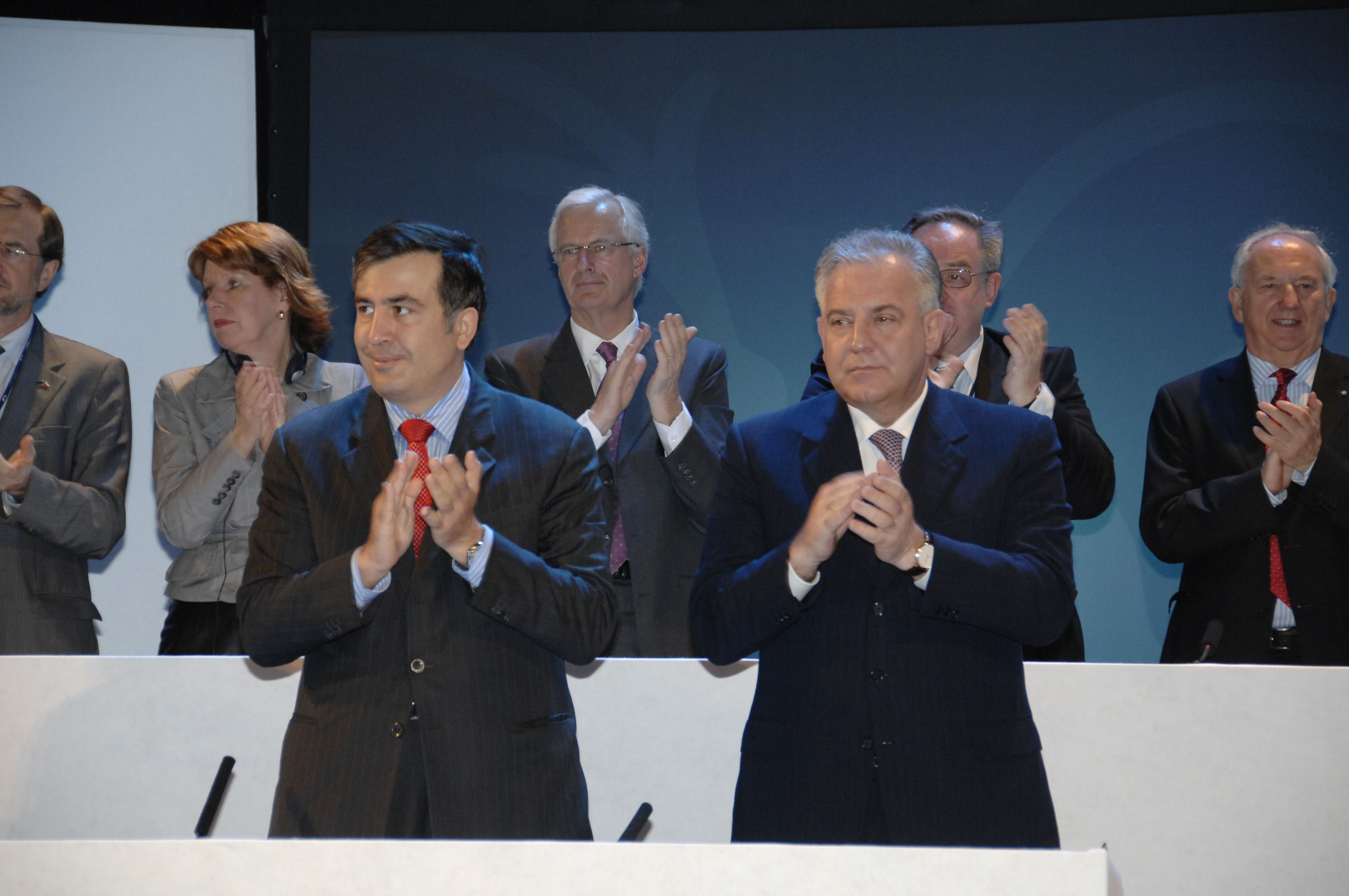
Міхеїл Саакашвілі та Іво Санадер на конгресі Європейської народної партії у Варшаві 2009 року

У грудні 1999 року помирає Франьо Туджман, і вже в квітні 2000 року Іво Санадер обрається замість нього головою Хорватського демократичного союзу. У тому ж році ХДС зазнала поразки на парламентських виборах і втратила владу. Проте сам Іво був обраний до палати депутатів, де став заступником голови комітету із закордонних справ. Політик закликав сербських біженців, які залишили Хорватію під час війни, повернутися до країни, проте виступив проти повної співпраці Хорватії з Міжнародним трибуналом по колишній Югославії (МТКЮ), що переслідували осіб, замішаних у військових злочинах. Санадер застерігав трибунал від політично ангажованих рішень і заявляв про неможливість передачі представникам трибуналу документів, пов'язаних з основними військовими операціями середини 1990-х років. Очоливши ХДС, який в роки правління Туджмана був основним націоналістичним рухом, Санадер провів в партії значні реформи, відтіснивши від управління найбільш радикальних націоналістів, а також багатьох членів керівництва, які підозрювалися в корупції. У той же час в пресі сам Санадер звинувачувався в фінансових махінаціях. Зокрема, стверджувалося, що він, використовуючи шантаж і непрозорі фінансові операції, придбав триповерховий будинок на околиці Загреба.

### Перше прем'єрство (2003—2007)

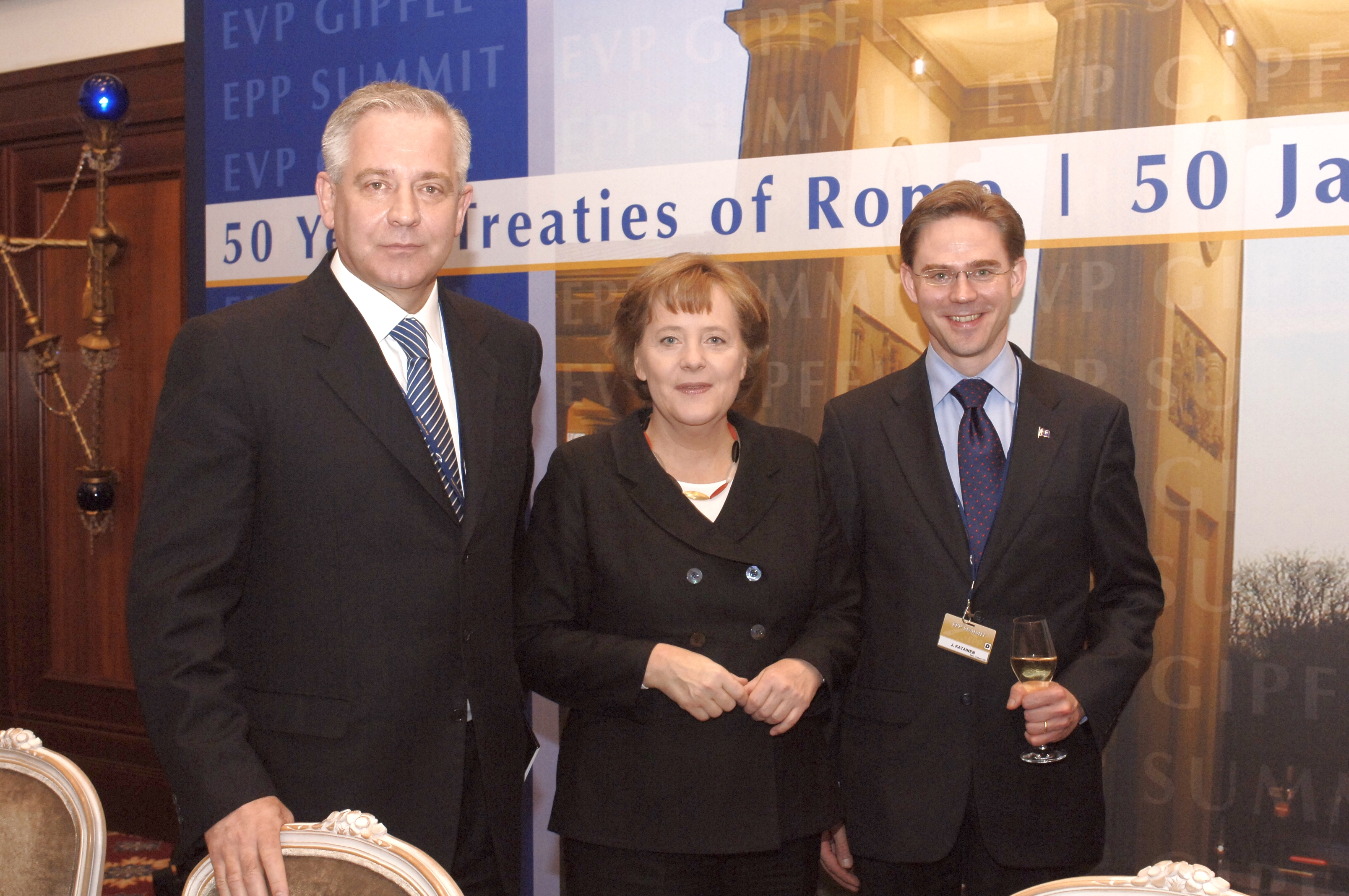
Іво Санадер, Ангела Меркель і Юркі Катайнен

Суперники ХДС, перебуваючи при владі, не змогли значно поліпшити економічну ситуацію в республіці, внаслідок чого на парламентських виборах в листопаді 2003 року програли. У грудні 2003 року президент Хорватії Степан Месич (хорв. Stipe Mesic) призначив Санадера прем'єр-міністром Хорватії, за його кандидатуру проголосували 88 депутатів із 152. Однією з головних цілей Санадера як глави уряду став вступ Хорватії в НАТО. Офіційно країна до блоку була прийнята 1 квітня 2009 року. Іншою метою прем'єр-міністра називався вступ країни до Європейського Союзу. Статус кандидата на вступ до Євросоюзу республіка отримала в червні 2004 року. Тоді ж Хорватія розпочала активну співпрацю з Міжнародним трибуналом з колишньої ЮГославії, хорватська влада видала трибуналу кількох генералів, яких обвинувачували у скоєнні військових злочинів в 1990-ті роки. У жовтні 2005 року, після того як прокурор Карла Дельпонте визнала, що Хорватія співпрацює з міжнародним трибуналом повній мірі, республіка розпочала офіційні переговори про вступ до Євросоюзу. Через місяць іспанська влада затримала генерала Анте Готовіну (хорв. Ante Gotovina), який переховувався протягом декількох років; третій в списку військових злочинців після боснійця Радована Караджича і серба Ратко Младича.

### Друге прем'єрство (2007—2009)

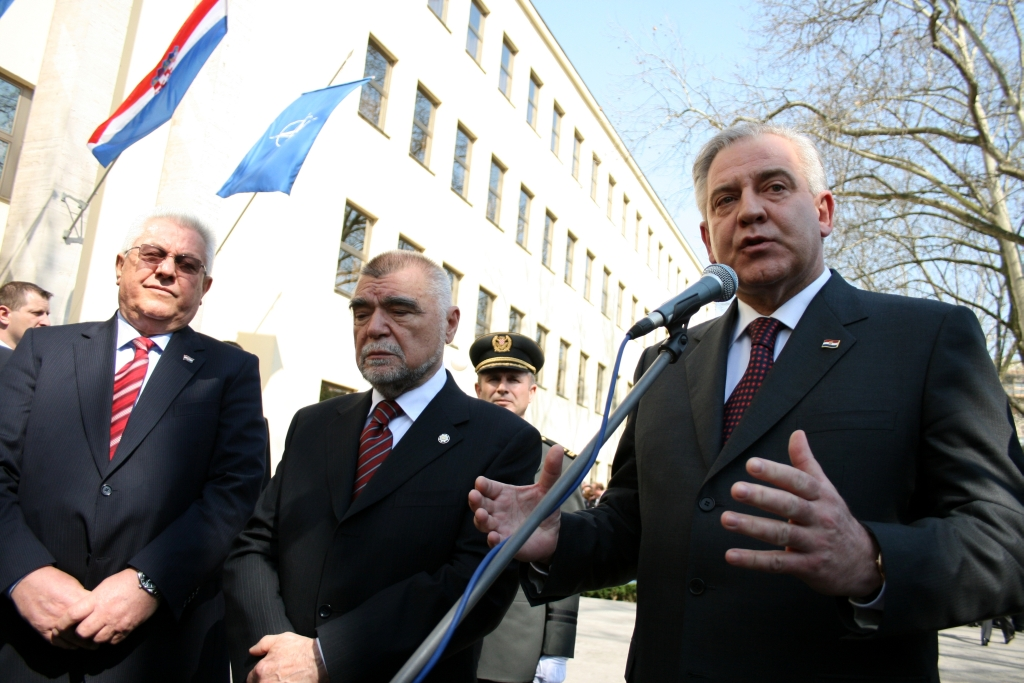
Лука Бебич, Степан Месич і Іво Санадер

У листопаді 2007 року ХДС знову перемогла на парламентських виборах, і в грудні того ж року президент Степан Месич призначив Санадера прем'єр-міністром на другий термін. Переговори про вступ Хорватії до Євросоюзу проходили дуже повільно, а в грудні 2008 року були і зовсім були заблоковані Словенією в зв'язку з неврегульованою суперечкою про демаркацію словенсько-хорватського кордону.
У цей час прем'єр-міністр Санадер проводив ліберальну політику, що передбачала зменшення впливу держави на економіку. При цьому наприкінці 2000-х років, попри запевнення Санадера про подолання Хорватією наслідків світової фінансової кризи, її економічне становище значно погіршилося.
1 липня 2009 року Санадер несподівано оголосив про свою відставку з постів прем'єр-міністра і голови ХДС, і взагалі про відхід з політичної арени. У зв'язку з відходом Санадера з посади глави уряду був формально відновлений отриманий ним на виборах 2007 року мандат депутата парламенту, який давав йому право на недоторканість. Проте Іво Санадер після відставки призупинив дію цього документа. Як наступницю Санадер рекомендував однопартійку Ядранку Косор (хорв. Jadranka Kosor), яка вже 3 липня була призначена новим прем'єр-міністром, а 4 липня обрана і головою Хорватського демократичного союзу.

### Відхід та повернення
Наприкінці грудня 2009 року в першому турі виборів президента Хорватії зазнав поразки кандидат від ХДС Андрія Хебранга (хорв. Andrija Hebrang). Цю поразку Санадер різко розкритикував, звинувативши нове керівництво партії, після чого заявив про намір повернутися в політику. У відповідь на це 5 січня 2010 року керівники ХДС ухвалили рішення виключити Санадера з партії.
Восени 2010 року Іво Санадер почав співпрацювати з Колумбійським університетом (англ. Columbia University) в США як запрошений дослідник. Тоді ж австрійська преса розповіла, що після відставки Санадер зареєстрував в Австрії нову компанію Prima Consulting GmbH, в якій йому належали 95 % акцій. Тим часом в ЗМІ стали активно публікувати матеріали, де Санадер звинувачувався в корупції під час свого перебування при владі в 1990-х роках.

### Арешт і суд
У жовтні 2010 року Санадер відновив свій депутатський мандат, ставши незалежним депутатом. Проте 9 грудня того ж року парламент Хорватії у відповідь на заяву слідчих про те, що Санадер може бути причетний до корупції, позбавив екс-прем'єра депутатської недоторканності, але він покинув територію Хорватії. 10 грудня, після того як Хорватія видала міжнародний ордер на арешт Санадера, його було заарештовано в Австрії. Хорватська влада заморозили всі рахунки колишнього прем'єр-міністра і 13 грудня відправила до Австрії запит на його екстрадицію.
У липні 2011 року австрійська влада здійснила екстрадицію Санадера до Хорватії. В країні було розпочато розслідування відразу за кількома справами у підозрі колишнього глави кабінету міністрів в зловживанні владою та корупції. 31 серпня 2011 року Управління боротьби з корупцією і організованою злочинністю Хорватії (USKOK) висунуло перше звинувачення проти Санадера — стверджувалося, що в 1994—1995 роках він забезпечив підписання кредитної угоди між хорватським урядом і австрійським банком Hypo Bank на суму 140 млн австрійських шилінгів і отримав за це від банку комісійні в розмірі 7 млн (близько 500 тис. євро).
У листопаді 2012 року окружний суд Загреба визнав Санадера винним в отриманні у 2008 році суми в розмірі 5 млн євро за надання угорській нафтогазовій компанії MOL Group права керування хорватським нафтовим концерном INA. Суд заслухав 50 свідків і переглянув 6 тисяч сторінок документів. Колишній хорватський прем'єр-міністр був засуджений на 10 років тюремного ув'язнення і став таким чином «найвищим державним посадовцем, що був засуджений за корупцію в державі — майбутньому члені Європейського Союзу». Прокуратура вимагала найвищого покарання — 15 років ув'язнення.
2018 року Сандера було засуджено до 2,5 років ув'язнення за звинуваченням у наживі на війні.
30 грудня 2019 Іво було засуджено на 6 років ув'язнення за звинуваченням у корупції. Загребський суд визнав його винним у отриманні 2008—2009 року 10 млн євро хабара від угорської нафтової компанії MOL, за що їй було надано найбільший паке такцій компанії INA (Хорватія). Іво був відсутній у суді, відбуваючи попереднє покарання. Разом з Санадером за даною справою було засуджено директора MOL Жолта Ернаді.

## Громадська діяльність
Санадер — автор декількох книг з історії літератури та з питань політики, член Союзу хорватських письменників і хорватського центру міжнародної письменницької організації «ПЕН-клуб». Санадер — один із укладачів антології хорватської патріотичної поезії, котра вийшла в Україні 1992 року під заголовком «В цей страшний час». Йдеться про вірші, присвячені хорватській визвольній війні на початку 1990-х років.
Санадер володіє англійською, німецькою, італійською та французькою мовами. У числі його захоплень згадувалися гольф, читання і музика; в молодості Санадер захоплювався футболом.

## Нагороди та відзнаки
- 1995 — хорватський орден князя Трпимира (хорв. Red kneza Trpimira);
- 2007 — баварський орден «За заслуги» (нім. Bayerischer Verdienstorden);
- 2008 — хорватський орден королеви Єлени (хорв. Velered kraljice Jelene).

## Родина
Санадер одружений з Мір'яною (хорв. Mirjana Sanader), у подружжя дві дочки.